# Tour d'Espagne 1983
La 38e édition du Tour d'Espagne s'est déroulée du 19 avril au 8 mai 1983, entre Almusafes et Madrid. La course comptait 19 étapes et un prologue pour une distance de 3 398,8 km. Elle a été remportée à une vitesse moyenne de 35,975 km/h par le Français Bernard Hinault, dont c'est la deuxième victoire en deux participations après le succès de 1978.

## Résumé de la course
Bernard Hinault est de retour sur la Vuelta après son succès en 1978. Il doit faire face à Marino Lejarreta, Julián Gorospe, Alberto Fernández Blanco ou encore Álvaro Pino. Souffrant d’une blessure, battu à trois jours de l’arrivée, malgré une victoire contre-la-montre à Valladolid, le Blaireau se rebelle dans l'étape Salamanque - Ávila. Il fait exploser le peloton dans le col de Serranillos et enfile la tunique jaune pour la garder devant la colonie espagnole.

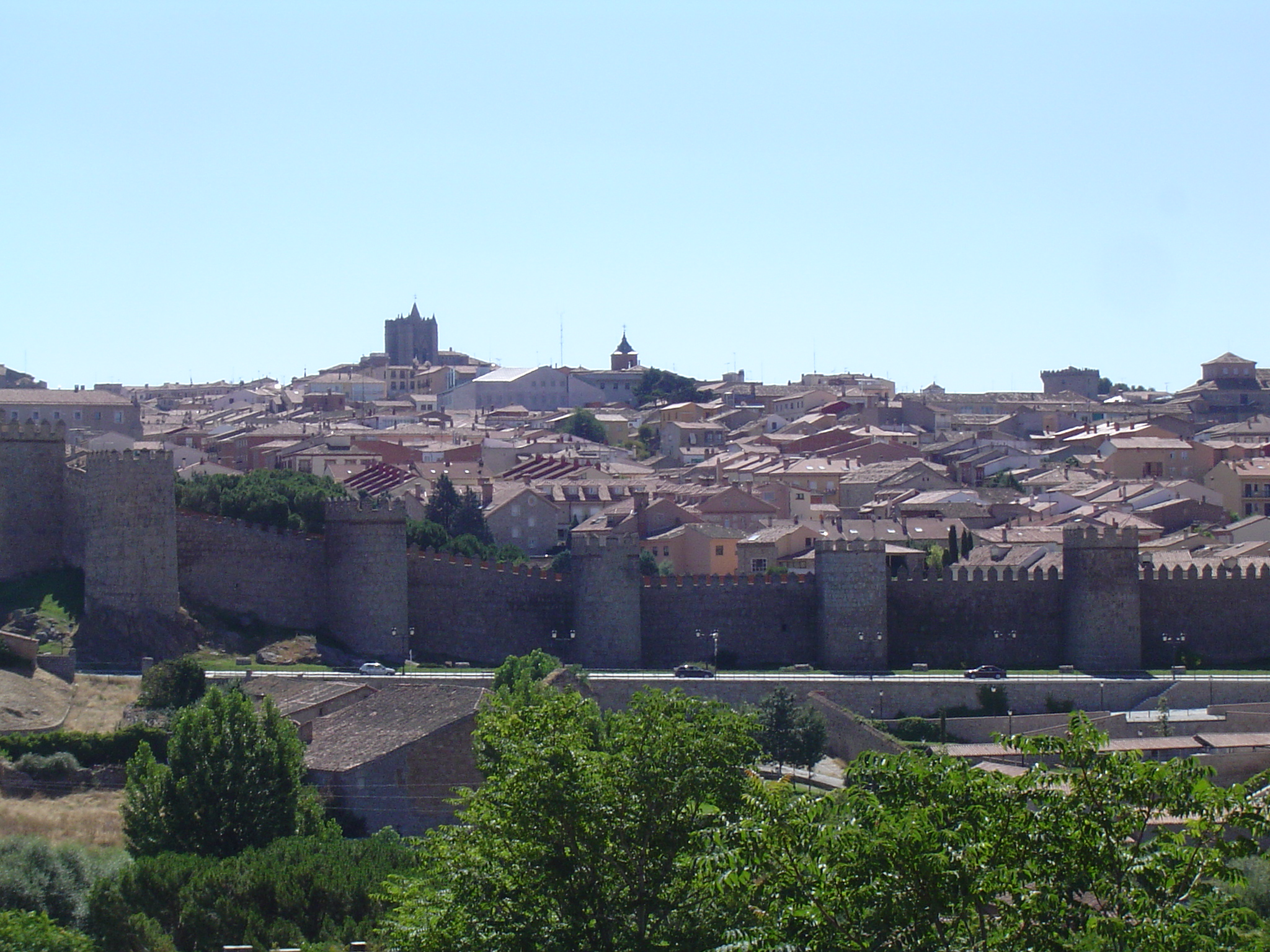
C'est grâce à son exploit à Ávila que Bernard Hinault remporta son second Tour d'Espagne.

## L'exploit d'Ávila
À trois jours de l'arrivée à Madrid, c'est le jeune Julián Gorospe qui possède plus d'une minute d'avance au général. Pour la première fois, en dehors de l'abandon du Tour de France 1980 à Pau où un genou l'a contraint à l'abandon, Bernard Hinault est en train de perdre un grand Tour « à la pédale ». Mais dans l'étape Salamanque - Ávila, dans le col de Serranillos, Hinault attaque à 80 km de l'arrivée et pulvérise le pauvre Julian Gorospe qui finira à 20 minutes ! À Madrid, Bernard Hinault remporte sa deuxième Vuelta avec 1 minute 12 secondes d'avance sur l'Espagnol Marino Lejarreta.

## Équipes participantes
- Alfa Lum
- Aernoudt-Rossin
- Hueso Chocolates
- Del Tongo
- Kelme
- Renault-Elf-Gitane
- Reynolds
- Teka
- Zor
- Boule d'Or

## Classement général
| \| 1. \| Bernard Hinault \| France \| Renault \| en \| 94 h 28 min 26 s \| \| \| 2. \| Marino Lejarreta \| Espagne \| Alfa Lum \| + \| 1 min 12 s \| \| \| 3. \| Alberto Fernández Blanco \| Espagne \| Zor \| + \| 3 min 58 s \| \| \| 4. \| Álvaro Pino \| Espagne \| Zor \| + \| 5 min 09 s \| \| \| 5. \| Hennie Kuiper \| Pays-Bas \| Aernoudt - Rossin \| + \| 10 min 26 s \| \| \| 6. \| Eduardo Chozas \| Espagne \| Zor \| + \| 11 min 11 s \| \| \| 7. \| Laurent Fignon \| France \| Renault \| + \| 11 min 27 s \| \| \| 8. \| Pedro Muñoz \| Espagne \| Zor \| + \| 12 min 25 s \| \| \| 9. \| Vicente Belda \| Espagne \| Kelme \| + \| 13 min 28 s \| \| \| 10. \| Faustino Rupérez \| Espagne \| Zor \| + \| 13 min 36 s \| \| |                          |          |                   |    |                  |  |
| 1. | Bernard Hinault          | France   | Renault           | en | 94 h 28 min 26 s |  |
| 2. | Marino Lejarreta         | Espagne  | Alfa Lum          | +  | 1 min 12 s       |  |
| 3. | Alberto Fernández Blanco | Espagne  | Zor               | +  | 3 min 58 s       |  |
| 4. | Álvaro Pino              | Espagne  | Zor               | +  | 5 min 09 s       |  |
| 5. | Hennie Kuiper            | Pays-Bas | Aernoudt - Rossin | +  | 10 min 26 s      |  |
| 6. | Eduardo Chozas           | Espagne  | Zor               | +  | 11 min 11 s      |  |
| 7. | Laurent Fignon           | France   | Renault           | +  | 11 min 27 s      |  |
| 8. | Pedro Muñoz              | Espagne  | Zor               | +  | 12 min 25 s      |  |
| 9. | Vicente Belda            | Espagne  | Kelme             | +  | 13 min 28 s      |  |
| 10. | Faustino Rupérez         | Espagne  | Zor               | +  | 13 min 36 s      |  |

## Étapes
| N°       | Date     | Villes étapes                                     | km        | Vainqueur d'étape        | Leader du général        |
| Prologue | 19 avril | Almussafes                                        | 6,8 (CLM) | Dominique Gaigne         | Dominique Gaigne         |
| 1re      | 20 avril | Almussafes - Cuenca                               | 235       | Juan Fernández Martín    | Dominique Gaigne         |
| 2e       | 21 avril | Cuenca - Teruel                                   | 152       | Eric Vanderaerden        | Dominique Gaigne         |
| 3e       | 22 avril | Teruel - Sant Carles de la Ràpita                 | 241       | Giuseppe Petito          | Dominique Gaigne         |
| 4e       | 23 avril | Sant Carles de la Ràpita - Sant Quirze del Vallès | 192       | Laurent Fignon           | Dominique Gaigne         |
| 5e       | 24 avril | Sant Quirze del Vallès - Castellar de Nuch        | 195       | Alberto Fernández Blanco | Bernard Hinault          |
| 6e       | 25 avril | Pobla de Lillet - Viella                          | 235       | Marino Lejarreta         | Marino Lejarreta         |
| 7e       | 26 avril | Les - Sabiñánigo                                  | 137       | Jesús Suárez Cueva       | Marino Lejarreta         |
| 8e       | 27 avril | Sabiñánigo - Balneario de Panticosa               | 38 (CLM)  | Marino Lejarreta         | Marino Lejarreta         |
| 9e       | 28 avril | Panticosa - Alfajarín (Montes Blancos)            | 183       | Giuseppe Saronni         | Marino Lejarreta         |
| 10e      | 29 avril | Saragosse - Soria                                 | 134       | Giuseppe Saronni         | Julián Gorospe           |
| 11e      | 30 avril | Soria - Logroño                                   | 135       | Eric Vanderaerden        | Alberto Fernández Blanco |
| 12e      | 1er mai  | Logroño - Burgos                                  | 147       | Noël Dejonckheere        | Alberto Fernández Blanco |
| 13e      | 2 mai    | Aguilar de Campoo - Lacs de Covadonga             | 188       | Marino Lejarreta         | Alberto Fernández Blanco |
| 14e      | 3 mai    | Cangas de Onís - León                             | 185       | Carlos Hernández Bailo   | Álvaro Pino              |
| 15ea     | 4 mai    | León - Valladolid                                 | 134       | Pascal Poisson           | Álvaro Pino              |
| 15eb     | 4 mai    | Valladolid                                        | 22 (CLM)  | Bernard Hinault          | Julián Gorospe           |
| 16e      | 5 mai    | Valladolid - Salamanque                           | 162       | José Luis Laguía         | Julián Gorospe           |
| 17e      | 6 mai    | Salamanque - Ávila                                | 216       | Bernard Hinault          | Bernard Hinault          |
| 18e      | 7 mai    | Ávila - Ségovie                                   | 204       | Jesús Hernández Úbeda    | Bernard Hinault          |
| 19e      | 8 mai    | Ségovie - Madrid                                  | 135       | Michael Wilson           | Bernard Hinault          |

## Classements annexes
| \| 1. \| Marino Lejarreta \| Espagne \| Alfa Lum \| 188 points \| \| 2. \| Bernard Hinault \| France \| Renault \| 162 points \| \| 3. \| Laurent Fignon \| France \| Renault \| 149 points \| |                  |         |          |            |
| 1. | Marino Lejarreta | Espagne | Alfa Lum | 188 points |
| 2. | Bernard Hinault  | France  | Renault  | 162 points |
| 3. | Laurent Fignon   | France  | Renault  | 149 points |

| \| 1. \| José Luis Laguía \| Espagne \| Reynolds \| 123 points \| \| 2. \| Fiorenzo Aliverti \| Italie \| Alfa Lum \| 64 points \| \| 3. \| Marino Lejarreta \| Espagne \| Alfa Lum \| 56 points \| |                   |         |          |            |
| 1. | José Luis Laguía  | Espagne | Reynolds | 123 points |
| 2. | Fiorenzo Aliverti | Italie  | Alfa Lum | 64 points  |
| 3. | Marino Lejarreta  | Espagne | Alfa Lum | 56 points  |

| \| 1. \| Sabino Angoitia \| Espagne \| Hueso \| 27 points \| |                 |         |       |           |
| 1.                                                           | Sabino Angoitia | Espagne | Hueso | 27 points |

| \| 1. \| Carlos Machín \| Espagne \| Hueso \| - \| |               |         |       |   |
| 1.                                                 | Carlos Machín | Espagne | Hueso | - |

| \| 1. \| Zor \| Espagne \| 283 h 05 min 31 s \| |     |         |                   |
| 1.                                              | Zor | Espagne | 283 h 05 min 31 s |

## Liste des coureurs
| Alfa Lum - Olmo | Aernoudt - Rossin | Hueso |
| - 1 Marino Lejarreta (Esp) - 2 Ismael Lejarreta (Esp) - 3 Fiorenzo Aliverti (Ita) - 4 Vicenzo Cupperi (Ita) - 5 Giuseppe Martinelli (Ita) - 6 Salvatore Maccali (Ita) - 7 Orlando Maini (Ita) - 8 Piero Onesti (Ita) - 9 Giuseppe Petito (Ita) - 10 Michael Wilson (Aus)                       | - 11 Franky De Gendt (Bel) - 12 Frits van Bindsbergen (nl) (Hol) - 13 Hennie Kuiper (Hol) - 14 Marcel Laurens (Bel) - 15 Henri Manders (Hol) - 16 René Martens (Bel) - 17 Guy Nulens (Bel) - 18 Philippe Vandeghinste (Bel) - 19 Wim Van Eynde (Bel) - 20 Eric Vanderaerden (Bel)               | - 21 Sabino Angoitia (Esp) - 22 Antonio Cabrero (ca) (Esp) - 23 Guillermo de la Peña (en) (Esp) - 24 Juan María Eguiarte (Esp) - 25 Isidro Juárez (Esp) - 26 Carlos Machín (Esp) - 27 Enrique Martínez Heredia (Esp) - 28 Juan Pujol (Esp) - 29 Francisco Sala (ca) (Esp) - 30 Jesús Suárez Cueva (Esp) |
| Del Tongo | Kelme | Renault Elf Gitane |
| - 31 Claudio Bortolotto (Ita) - 32 Roberto Ceruti (Ita) - 33 Stefano Guerrieri (Ita) - 34 Leonardo Natale (Ita) - 35 Rudy Pevenage (Bel) - 36 Alberto Saronni (Ita) - 37 Giuseppe Saronni (Ita) - 38 Dietrich Thurau (All) - 39 Guido Van Calster (Bel) - 40 Willy Vigouroux (Bel)             | - 41 Francisco Albelda (Esp) - 42 Vicente Belda (Esp) - 43 José María Caroz (Esp) - 44 Ángel de las Heras (ca) (Esp) - 45 Arsenio González (Esp) - 46 Jesús Guzmán (ca) (Esp) - 47 Jerónimo Ibáñez (en) (Esp) - 48 Miguel Ángel Iglesias (Esp) - 49 José Recio (Esp) - 50 Mariano Sánchez (Esp) | - 51 Bernard Becaas (Fra) - 52 Lucien Didier (Fra) - 53 Laurent Fignon (Fra) - 54 Dominique Gaigne (Fra) - 55 Bernard Hinault (Fra) - 56 Maurice Le Guilloux (Fra) - 57 Greg LeMond (Usa) - 58 Pascal Poisson (Fra) - 59 Martial Gayant (Fra) - 60 Alain Vigneron (Fra)                                 |
| Reynolds | Teka | Zor |
| - 61 Ángel Arroyo (Esp) - 62 Pedro Delgado (Esp) - 63 Eulalio García Pereda (Esp) - 64 Julián Gorospe (Esp) - 65 Anastasio Greciano (Esp) - 66 Carlos Hernández Bailo (Esp) - 67 Jesús Hernández Úbeda (Esp) - 68 José Luis Laguía (Esp) - 69 Celestino Prieto (Esp) - 70 Jaime Vilamajó (Esp) | - 71 Bernardo Alfonsel (Esp) - 72 Juan Carlos Alonso (es) (Esp) - 73 Jesús Blanco Villar (Esp) - 74 Antonio Coll (Esp) - 75 Reimund Dietzen (All) - 76 Noël Dejonckheere (Bel) - 77 Federico Echave (Esp) - 78 Marc Goossens (Bel) - 79 Faustino Cueli (ca) (Esp) - 80 Felipe Yáñez (Esp)       | - 81 Ángel Camarillo (Esp) - 82 Eduardo Chozas (Esp) - 83 Alberto Fernández Blanco (Esp) - 84 Juan Fernández Martín (Esp) - 85 José Luis López Cerrón (Esp) - 86 Pedro Muñoz (Esp) - 87 Ángel Ocaña (Esp) - 88 Álvaro Pino (Esp) - 89 Jesús Rodríguez Magro (Esp) - 90 Faustino Rupérez (Esp)           |
| Boule d'Or-Colnago | | |
| - 91 Roger De Cnijf (Bel) - 92 Ronny De Cnodder (Bel) - 93 Guy Janiszewski (Bel) - 94 Eugène Urbany (Lux) - 95 Danny Van Baelen (Bel) - 96 Jan van Houwelingen (Hol) - 97 Jan Wijnants (Bel) - 98 Patrick Vermeulen (en) (Bel) - 99 Daniel Willems (Bel) - 100 Ludwig Wijnants (Bel)           | | |